# Gaijin
Das japanische Wort gaijin (japanisch 外人, wörtlich „Außen-Mensch“ im Sinne von „Außenstehender“, „Fremder“, „Ausländer“) ist eine mit negativen Konnotationen belastete Bezeichnung für Nichtjapaner, besonders westliche Ausländer, die inzwischen von den Medien vermieden wird und auch in der Alltagssprache im Schwinden begriffen ist. Stattdessen wird das Wort gaikokujin (外国人) bevorzugt, das wertfrei „Ausländer“ bedeutet.

## Historischer Hintergrund
Historisch gesehen handelt es sich bei gaijin nicht um eine Kontraktion von gaikokujin. Die ältesten Belege für das aus dem Chinesischen – chinesisch 外人, Pinyin wàirén – „Auswärtige, Außenstehende“ – übernommene Wort gaijin finden sich in Texten der Heian-Zeit. Bis in die Frühe Neuzeit bezeichnete man damit Personen, die nicht zur Familie, zur lokalen Gemeinschaft gehörten, die fremd waren, gelegentlich auch als Bedrohung empfunden wurden.
Dem 1603 von portugiesischen Jesuiten in Nagasaki gedruckten „Vocabulario da Lingoa de Iapam“ zufolge schloss „Guaijin“ semantisch auch Menschen aus anderen Ländern ein, doch benutzte man seit dem 16. Jahrhundert in Anlehnung an chinesische Wortwahl für die als fremd empfundenen Europäer eine Reihe spezifischer Termini wie „Südbarbaren“ (nambanjin, 南蛮人) oder „Rotschöpfe“ (kōmōjin, 紅毛人, oder kōmō, 紅毛). Diese wurden im Zuge der Öffnung des Landes gegen Ende der Edo-Zeit durch ijin (異人, wörtlich etwa „anderer [bzw. andersartiger] Mensch“), ihōjin (異邦人, etwa „Mensch aus einer anderen Nation“) oder ikokujin (異国人, „Fremder“, wörtlich etwa „Mensch aus einem anderen Land“) abgelöst. Seit den 60er Jahren des 19. Jahrhunderts verbreitete sich die Form gaikokujin. Nach 1872 wurde diese von der neuen Meiji-Regierung in offiziellen Dokumenten verwendet. Zugleich entstand der Terminus naikokujin (内国人, „Inländer“), um nicht-japanische Volksgruppen innerhalb des rasch expandierenden Territoriums zu kennzeichnen (siehe: Taiwan unter japanischer Herrschaft, Korea unter japanischer Herrschaft).
Die meisten dieser Ausdrücke verschwanden nach dem Zweiten Weltkrieg aus dem allgemeinen Sprachgebrauch. Nambanjin und kōmōjin dienen heute als Fachtermini der Geschichtsschreibung; ersterer hat im Alltagsjapanischen durch das Andenken- und Kunstgewerbe inzwischen gar eine romantisierende Konnotation erhalten. Mit der Zunahme der ausländischen Wohnbevölkerung in Japan stieg auch unter den Einheimischen das Bewusstsein für den leicht pejorativen Beiklang von gaijin. Diverse Zwischenfälle und Prozesse beschleunigten diesen Vorgang. Großes Aufsehen erregte im Jahr 2001 der Fall des in den USA geborenen japanischen Staatsbürgers Debito Arudou und seiner Familie, dem in Otaru (Hokkaidō) der Zugang zu einer Therme verweigert wurde. Arudo und zwei weitere Kläger führten einen Prozess bis zum Obersten Gerichtshof, in dem der Betreiber der Therme zu einer Schadensersatzzahlung von jeweils einer Million Yen (ca. 8000 Euro) an jeden der Kläger verurteilt wurde. Die Bezeichnung erscheint noch heute in Publikationen westlicher Autoren – zumeist, um auf die exponierte Stellung westlicher Ausländer in Japan hinzuweisen.